# Tania Andrade Sabando
Tania Isabel Andrade Sabando (* 24. Oktober 2005 in Baños, Ecuador) ist eine ecuadorianische Tennisspielerin.

## Karriere
Andrade Sabando spielt bislang nur Turniere auf der ITF Women’s World Tennis Tour, wo sie bislang auch noch keinen Titel gewann.
Bei den US Open 2022 scheiterte sie in der zweiten Runde der Qualifikation zum Hauptfeld im Juniorinneneinzel.
Bei den Südamerikaspielen 2022 verlor sie im Dameneinzel bereits in der ersten Runde, im Damendoppel erreichte si mit Partnerin Camila Romero das Viertelfinale.
Seit 2021 spielt Reasco González für die ecuadorianische Fed-Cup-Mannschaft. Von ihren bislang zwei Begegnungen bei drei Einsätzen konnte sie ein Doppel gewinnen.